# Lustån

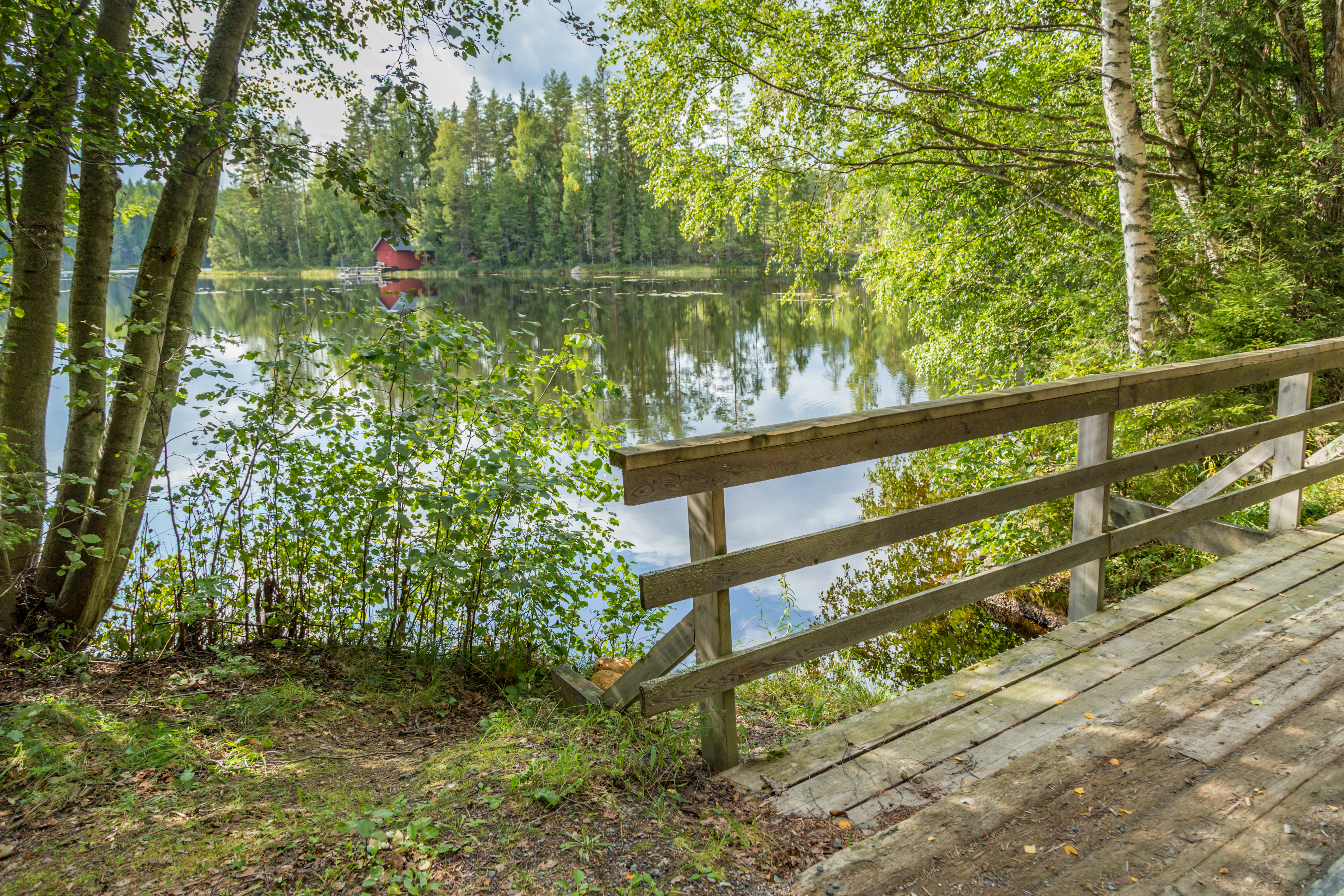
Håsjöns fördämningsutlopp i Lustån, där den sedan rinner vidare till Turbodammen.

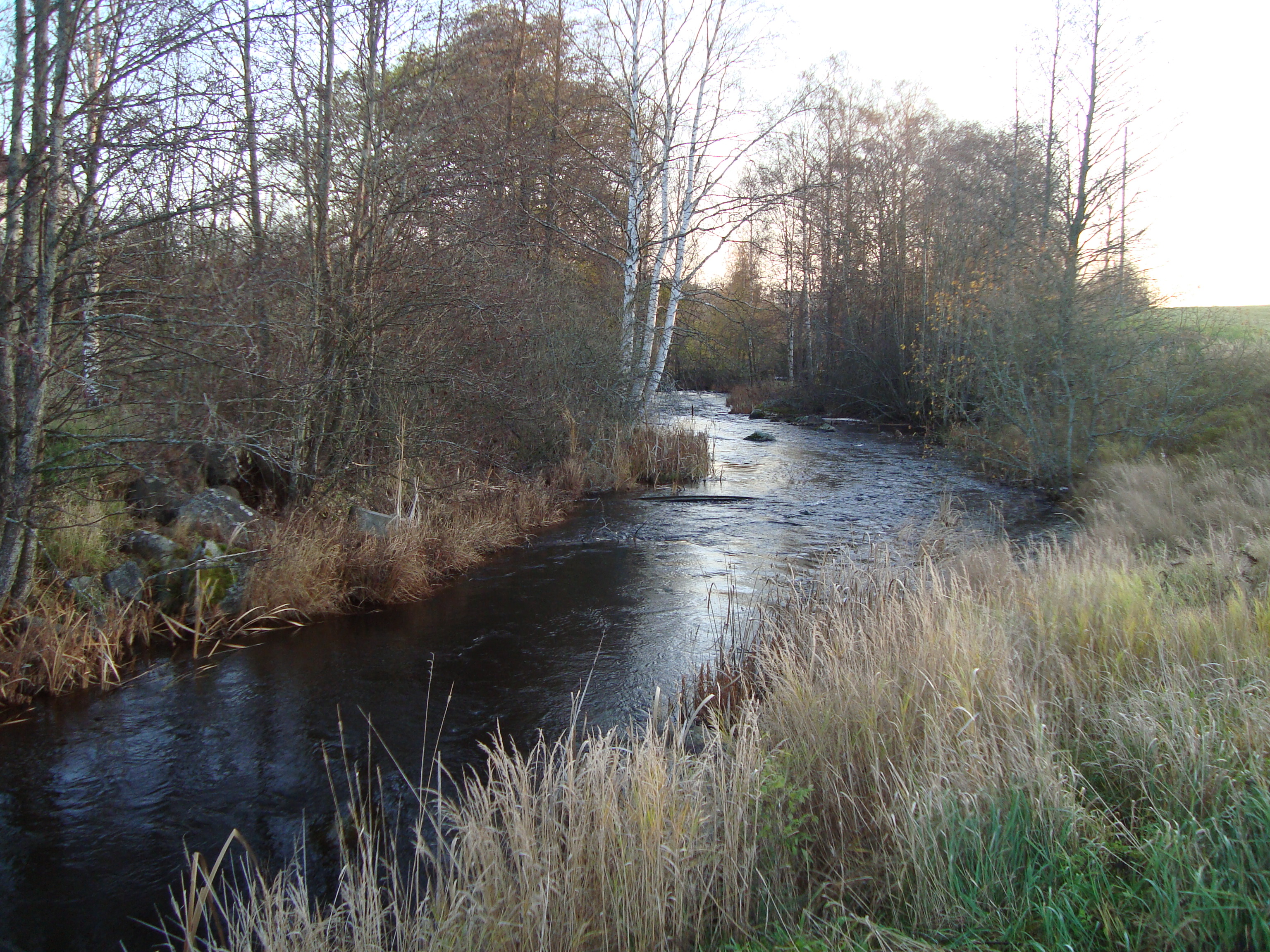
Lustån vid Djörkhyttan

Lustån är en å vilken rinner upp nära Turbo och mynnar i Dalälven. Ån rinner igenom samhällena/byarna Turbo, Ingvallsbenning, Prästhyttan, Djörkhyttan, Davidshyttan och Nås.